# Jaroslav Drobný (Tennisspieler)
Jaroslav Drobný (* 12. Oktober 1921 in Prag; † 13. September 2001 in London) war ein tschechoslowakischer Tennis- und Eishockeyspieler, der ab 1949 für Ägypten und ab 1959 für das Vereinigte Königreich spielte.

## Karriere
Jaroslav Drobnýs Vater nahm eine Stelle als Platzwart beim I. ČLTK Prag an, so dass sein Sohn Jaroslav früh mit dem Tennissport in Berührung kam. Er verdiente sich sein Taschengeld als Balljunge, schaute den Tennisspielern eifrig zu und lernte dabei. Als Drobný 16 Jahre alt war, startete eine Prager Zeitung aufgrund seiner Leistungen eine Spendenkampagne, um ihm die Teilnahme an den Wimbledon Championships 1938 zu finanzieren. Letztlich konnte er nach London fahren, scheiterte jedoch in der 1. Runde, unter anderem, da er zuvor noch nie auf Rasen gespielt hatte und oft ausrutschte.
Jaroslav Drobný spielte im Winter Eishockey und im Sommer Tennis für den I. ČLTK Prag. Beide Sportarten betrieb er auf Weltklasseniveau. 1941 wurde er mit dem Club Meister des Protektorats Böhmen und Mähren.
So wurde Drobný im Eishockey mit der tschechoslowakischen Nationalmannschaft 1947 Weltmeister und gewann 1948 mit der Mannschaft die Silbermedaille bei den Olympischen Winterspielen.
Unterbrochen durch den Zweiten Weltkrieg kehrte er 1946 auf die internationale Tennisbühne zurück und erreichte im gleichen Jahr das Finale in Roland Garros. Ab 1949 konzentrierte er sich nur noch auf den Tennissport und stand zum ersten Mal im Finale von Wimbledon. Im Juli 1949 nahm er zusammen mit Vladimír Černík an den Schweizer Meisterschaften in Gstaad teil. Während Černík mit einer großen Anzahl von Koffern reiste, hatte Drobný nur einen kleinen Koffern mit ein paar Shirts, einer Zahnbürste sowie 50 US-Dollar dabei. Kurz nach Beginn des Turniers wurde er vom Exekutivausschuss der nationalen Sportorganisation Sokol der ČSR aufgefordert, das Turnier zu verlassen und nach Hause zurückzukehren, da auch deutsche und spanische Spieler an diesem Turnier teilnahmen. Černík und Drobný  kamen dieser Aufforderung nicht nach, wurden daraufhin in ihrem Heimatland des Hochverrats bezichtigt und von den Turnier-Organisatoren unter Schutz gestellt.
Nach seiner Flucht in die Schweiz betreute er ab Dezember 1951 den EHC Gstaad aus der Nationalliga B als Spielertrainer.
Ab 1951 startete er für Ägypten. Als bis heute einziger Ägypter gewann er 1954 das Turnier von Wimbledon, nachdem er zwei Jahre zuvor im Finale gegen Frank Sedgman unterlegen war. Bei den französischen Meisterschaften war Drobný erfolgreicher und gewann das Turnier 1951 und 1952 im Einzel, 1948 im Doppel und im Mixed. 1954 zog er nach London. Im Stadtteil South Kensington eröffnete er ein Sportgeschäft (Sport Drobný) und nahm 1959 die britische Staatsbürgerschaft an. 2001 verstarb er.
1983 wurde er in die International Tennis Hall of Fame aufgenommen. 2010 fand er postum Aufnahme in die tschechische Eishockey-Ruhmeshalle.

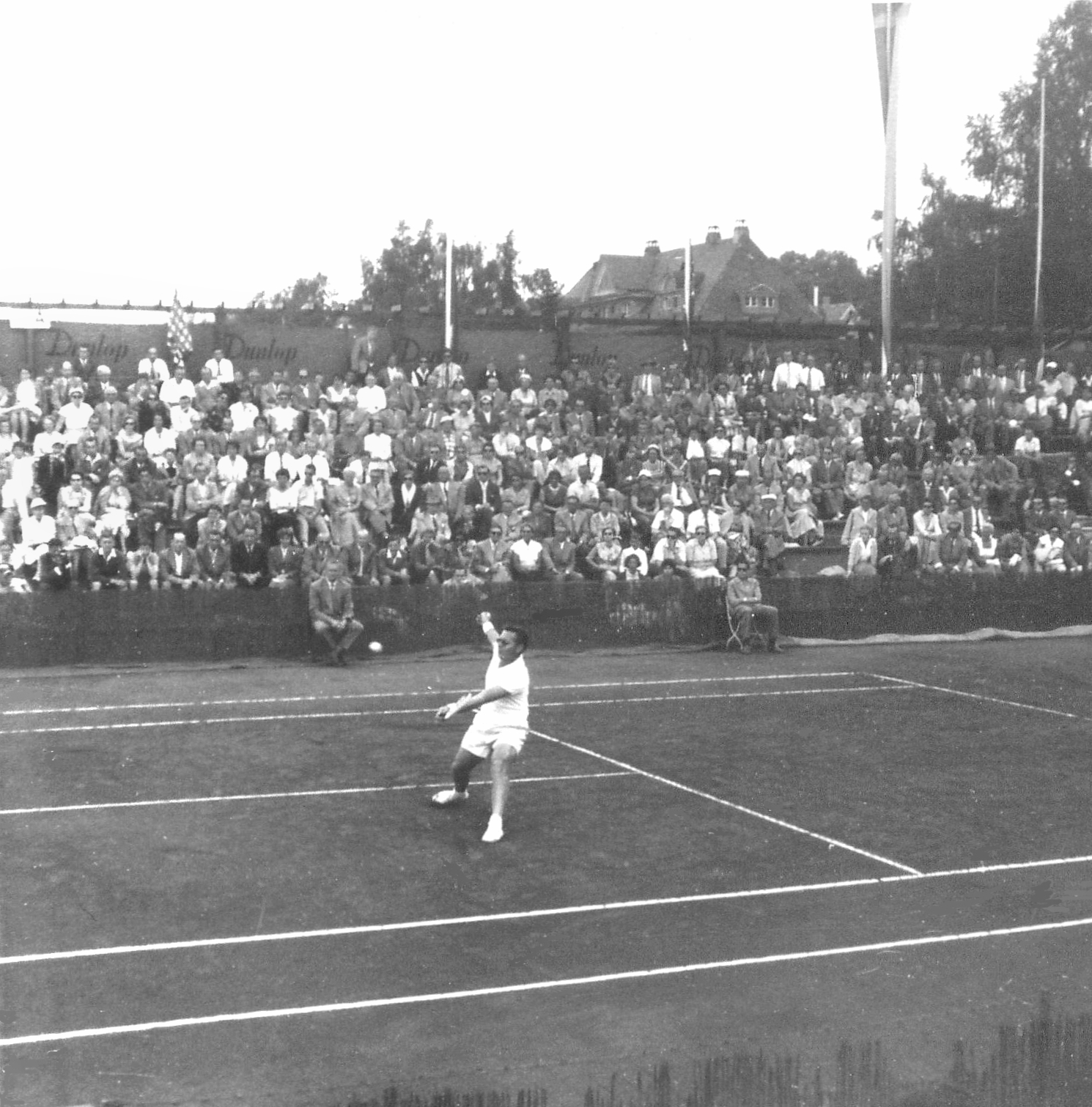
Jaroslav Drobný beim Internationalen Tennisturnier um den Goldenen Handschuh (Erlangen 1955)
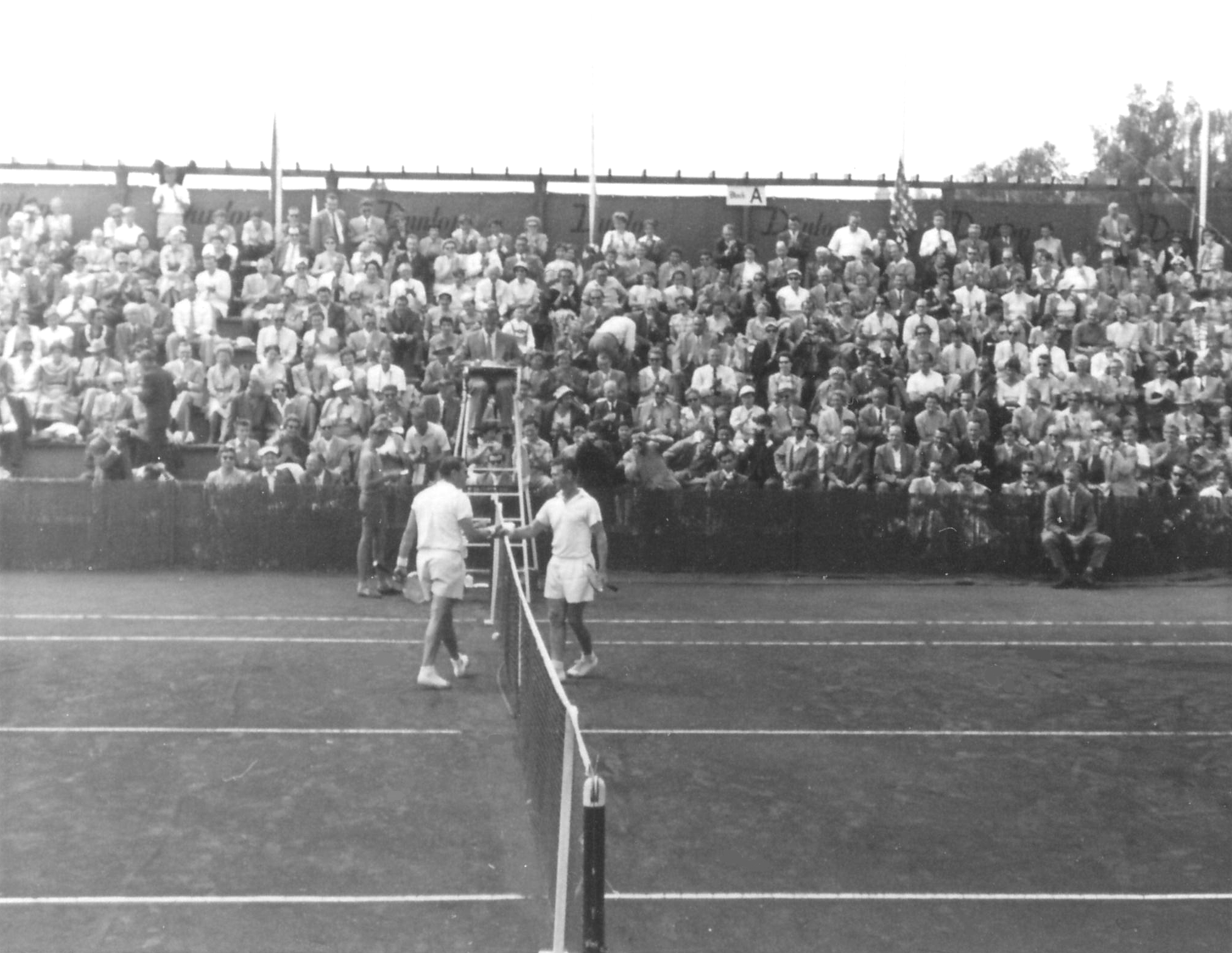
Jack Arkinstall gratuliert Jaroslav Drobný (Erlangen 1955)
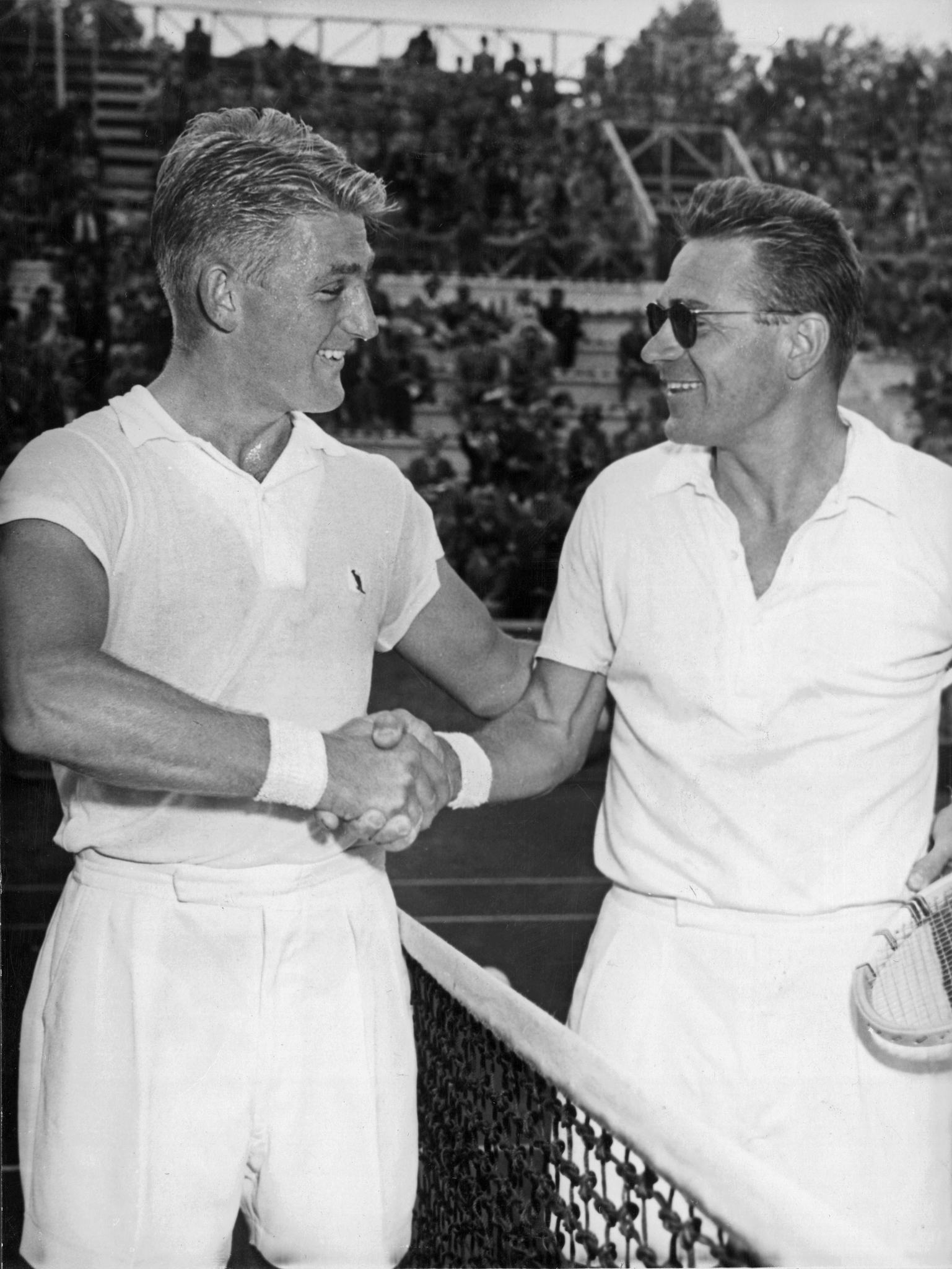
Lew Hoad und Drobný (Rom 1953)
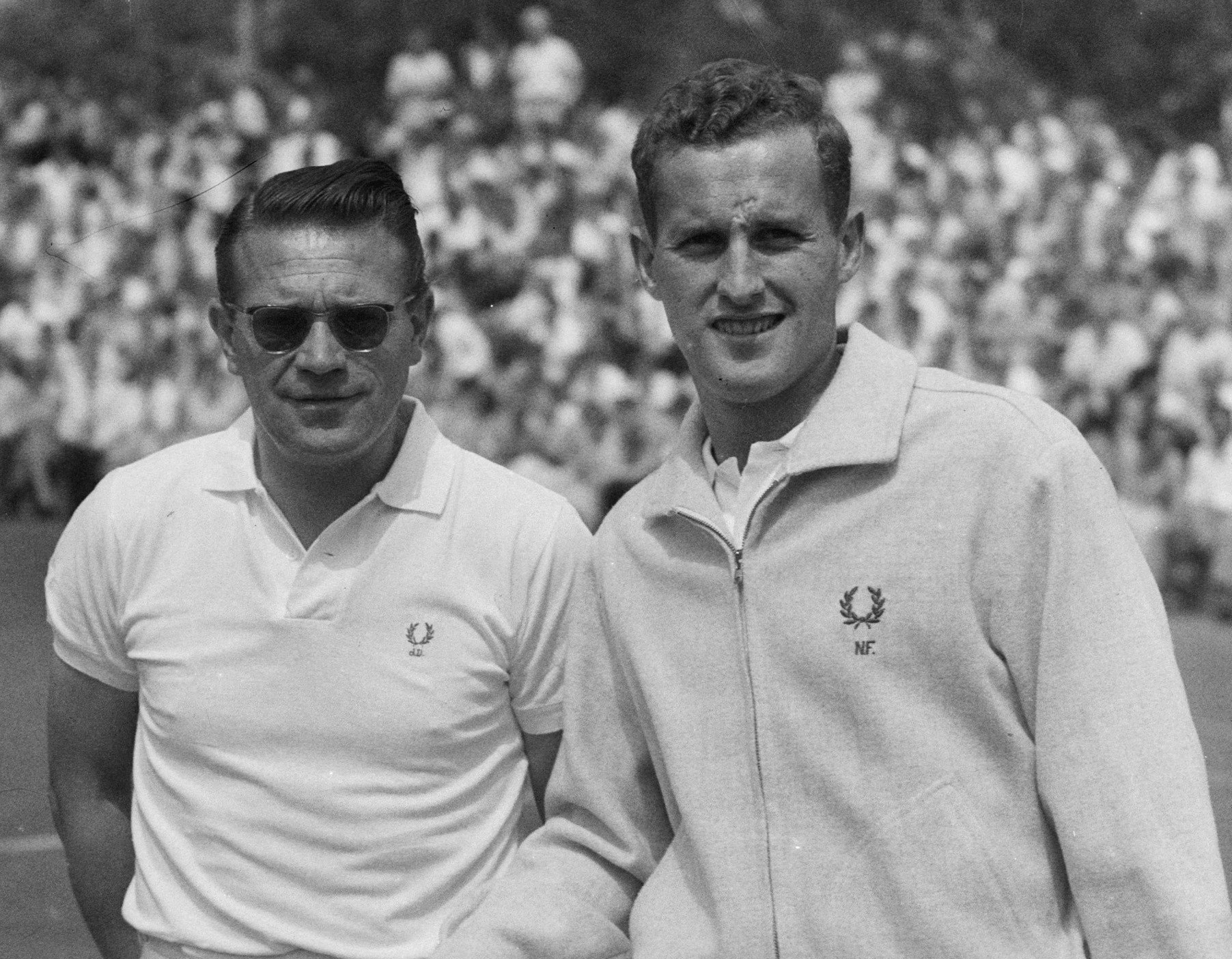
Jaroslav Drobný und Neale Fraser (Noordwijk 1956)

## Erfolge

### Tennis
Australian Open
- Doppelfinale: 1950

French Open
- Sieger: 1951, 1952
- Finale: 1946, 1948, 1950
- Doppelsieger: 1948
- Doppelfinale: 1950
- Mixed-Sieger: 1948

Wimbledon Championships
- Sieger: 1954
- Finale: 1949, 1952
- Doppelfinale: 1951

### Eishockey
- 1997 Aufnahme in die IIHF Hall of Fame
- 2010 Aufnahme in die Tschechische Eishockey-Ruhmeshalle

#### Erfolge und Auszeichnungen
- 1939 Silbermedaille bei der Europameisterschaft 1939

- 1941 Meister des Protektorats Böhmen und Mähren
- 1942 Toptorschütze der Nationalliga Böhmen und Mähren (9 Tore)
- 1943 Toptorschütze der Nationalliga Böhmen und Mähren (6 Tore)

- 1947 Goldmedaille bei der Weltmeisterschaft
- 1948 Silbermedaille bei den Olympischen Winterspielen

#### Rekorde
- Jüngster Nationalspieler der Tschechoslowakei mit 15 Jahren, 3 Monaten und 30 Tagen[8]
- Jüngster Weltmeisterschaftsteilnehmer der Tschechoslowakei mit 17 Jahren,  2 Monaten und 22 Tagen
- Jüngster Weltmeisterschaftstorschütze  der Tschechoslowakei mit 17 Jahren,  2 Monaten und 22 Tagen

### Eishockey-Statistik
Quelle: hockeyarchives.info
(Legende zur Spielerstatistik: Sp oder GP = absolvierte Spiele; T oder G = erzielte Tore; V oder A = erzielte Assists; Pkt oder Pts = erzielte Scorerpunkte; SM oder PIM = erhaltene Strafminuten; +/− = Plus/Minus-Bilanz; PP = erzielte Überzahltore; SH = erzielte Unterzahltore; GW = erzielte Siegtore; 1 Play-downs/Relegation; Kursiv: Statistik nicht vollständig)